# قائمة موسيقيي الهيب هوب المقتولين
فيما يلي قائمة بموسيقيي الهيب هوب البارزين الذين قُتلوا.
خلصت دراسة أجريت عام 2015 إلى أن القتل كان سبب 51.5% من وفيات موسيقي الهيب هوب الأمريكي. أشارت الدراسة إلى أن هذا الرقم يشير في المقام الأول إلى الوفيات المبكرة لأن معظم موسيقيي الهيب هوب لم يعيشوا بعد طويلاً بما يكفي للوقوع في الفئات العمرية الأكثر عرضة للإصابة بأمراض القلب والكبد.
| الاسم                | تاريخ الوفاة    | العمر عند الموت | موقع الموت                               | سبب الوفاة            | المرجع               |
| -------------------- | --------------- | --------------- | ---------------------------------------- | --------------------- | -------------------- |
| سكوت لا روك          | أغسطس 27, 1987  | 25              | مدينة نيويورك، نيويورك, الولايات المتحدة | أطلق عليه الرصاص وقتل | [ 2 ]                |
| باول سي              | يوليو 17, 1989  | 24              | مدينة نيويورك، نيويورك, الولايات المتحدة | أطلق عليه الرصاص وقتل | [ 3 ]                |
| داني رودريغيز        | أكتوبر 6, 1990  | 22              | دالاس، تكساس, الولايات المتحدة.          | أطلق عليه الرصاص وقتل | [ 4 ] [ 5 ]          |
| Charizma             | ديسمبر 16, 1993 | 20              | ميلبيتاس، كاليفورنيا, الولايات المتحدة   | أطلق عليه الرصاص وقتل | [ 6 ] [ 7 ]          |
| Stretch              | نوفمبر 30, 1995 | 27              | مدينة نيويورك، نيويورك, الولايات المتحدة | أطلق عليه الرصاص وقتل | [ 8 ]                |
| Seagram              | يوليو 31, 1996  | 26              | أوكلاند، كاليفورنيا, الولايات المتحدة    | أطلق عليه الرصاص وقتل | [ 9 ] [ 10 ]         |
| توباك شاكور          | سبتمبر 13, 1996 | 25              | لاس فيجاس، نيفادا, الولايات المتحدة      | أطلق عليه الرصاص وقتل | [ 11 ] [ 12 ] [ 13 ] |
| Yaki Kadafi          | نوفمبر 10, 1996 | 19              | أورانج, نيو جيرسي, الولايات المتحدة      | أطلق عليه الرصاص وقتل | [ 14 ]               |
| نوتوريوس بي. آي. جي. | مارس 9, 1997    | 24              | لوس أنجلوس، كاليفورنيا, الولايات المتحدة | أطلق عليه الرصاص وقتل | [ 15 ] [ 16 ] [ 17 ] |
| Fat Pat              | فبراير 3, 1998  | 27              | هيوستون، تكساس, الولايات المتحدة         | أطلق عليه الرصاص وقتل | [ 18 ] [ 19 ]        |
| Big L                | فبراير 15, 1999 | 24              | مدينة نيويورك، نيويورك, الولايات المتحدة | أطلق عليه الرصاص وقتل | [ 20 ] [ 21 ] [ 22 ] |
| Freaky Tah           | مارس 28, 1999   | 27              | مدينة نيويورك، نيويورك, الولايات المتحدة | أطلق عليه الرصاص وقتل | [ 23 ]               |
| Bugz                 | مايو 21, 1999   | 21              | جراند رابيدز, ميشيغان, الولايات المتحدة  | أطلق عليه الرصاص ودهس | [ 24 ]               |
| DJ Uncle Al          | سبتمبر 10, 2001 | 32              | ميامي، فلوريدا, الولايات المتحدة         | أطلق عليه الرصاص وقتل | [ 25 ] [ 26 ]        |
| Jam Master Jay       | أكتوبر 30, 2002 | 37              | مدينة نيويورك، نيويورك, الولايات المتحدة | أطلق عليه الرصاص وقتل | [ 27 ]               |
| تخريب                | يناير 24, 2003  | 29              | ساو باولو, ساو باولو, البرازيل           | أطلق عليه الرصاص وقتل | [ 28 ] [ 29 ]        |
| Camoflauge           | مايو 19, 2003   | 21              | سافانا، جورجيا, الولايات المتحدة         | أطلق عليه الرصاص وقتل | [ 30 ]               |
| Half a Mill          | أكتوبر 24, 2003 | 30              | مدينة نيويورك، نيويورك, الولايات المتحدة | أطلق عليه الرصاص وقتل | [ 31 ]               |
| Soulja Slim          | نوفمبر 26, 2003 | 26              | نيو اورليانز, لويزيانا, الولايات المتحدة | أطلق عليه الرصاص وقتل | [ 32 ] [ 33 ]        |
| ماك دري              | نوفمبر 1, 2004  | 34              | كانساس سيتي, ميزوري, الولايات المتحدة    | أطلق عليه الرصاص وقتل | [ 34 ]               |
| Blade Icewood        | أبريل 19, 2005  | 28              | ديترويت، ميتشيغان, الولايات المتحدة      | أطلق عليه الرصاص وقتل | [ 35 ]               |
| دليل                 | أبريل 11, 2006  | 32              | ديترويت، ميتشيغان, الولايات المتحدة      | أطلق عليه الرصاص وقتل | [ 36 ] [ 37 ] [ 38 ] |
| Big Hawk             | مايو 1, 2006    | 36              | هيوستون، تكساس, الولايات المتحدة         | أطلق عليه الرصاص وقتل | [ 39 ]               |
| VL Mike              | أبريل 20, 2008  | 32              | نيو اورليانز, لويزيانا, الولايات المتحدة | أطلق عليه الرصاص وقتل | [ 40 ]               |
| Dolla                | مايو 18, 2009   | 21              | لوس أنجلوس، كاليفورنيا, الولايات المتحدة | أطلق عليه الرصاص وقتل | [ 41 ] [ 42 ] [ 43 ] |
| Lele                 | يوليو 1, 2010   | 23              | تروخيو ألتو, بورتوريكو                   | أطلق عليه الرصاص وقتل | [ 44 ]               |
| Magnolia Shorty      | ديسمبر 20, 2010 | 28              | نيو اورليانز, لويزيانا, الولايات المتحدة | أطلق عليه الرصاص وقتل | [ 45 ]               |
| Bad News Brown       | فبراير 11, 2011 | 33              | مونتريال، كيبيك, كندا                    | ضرب وإطلاق النار      | [ 46 ] [ 47 ]        |
| أدان زاباتا          | يونيو 1, 2012   | 21              | سان نيكولاس, نويفو ليون, المكسيك         | أطلق عليه الرصاص وقتل | [ 48 ]               |
| Lil Phat             | يونيو 7, 2012   | 19              | ساندي سبرينغز, جورجيا, الولايات المتحدة  | أطلق عليه الرصاص وقتل | [ 49 ]               |
| MC Daleste           | يوليو 7, 2013   | 20              | باولينيا, ساو باولو, البرازيل            | أطلق عليه الرصاص وقتل | [ 50 ]               |
| Pavlos Fyssas        | سبتمبر 18, 2013 | 34              | كيراتسيني، أثينا, اليونان                | طعن حتى الموت         | [ 51 ]               |
| Depzman              | سبتمبر 21, 2013 | 18              | برمنغهام، ويست مدلاندز, إنجلترا          | طعن حتى الموت         | [ 52 ]               |
| Doe B                | ديسمبر 28, 2013 | 22              | مونتغمري, ألاباما, الولايات المتحدة      | أطلق عليه الرصاص وقتل | [ 53 ]               |
| The Jacka            | فبراير 2, 2015  | 37              | أوكلاند، كاليفورنيا, الولايات المتحدة    | أطلق عليه الرصاص وقتل | [ 54 ]               |
| Flabba               | مارس 9, 2015    | 37              | الكسندرا, جوتنج, جنوب أفريقيا            | طعن حتى الموت         | [ 55 ]               |
| شينكس                | مايو 17, 2015   | 31              | مدينة نيويورك، نيويورك, الولايات المتحدة | أطلق عليه الرصاص وقتل | [ 56 ]               |
| Bankroll Fresh       | مارس 4, 2016    | 28              | أتلانتا, جورجيا, الولايات المتحدة        | أطلق عليه الرصاص وقتل | [ 57 ]               |
| 3-2                  | نوفمبر 10, 2016 | 44              | هيوستون، تكساس, الولايات المتحدة         | أطلق عليه الرصاص وقتل | [ 58 ]               |
| إكس إكس إكس تنتاسيون | يونيو 18, 2018  | 20              | ديرفيلد بيتش، فلوريدا, الولايات المتحدة  | أطلق عليه الرصاص وقتل | [ 59 ]               |
| Jimmy Wopo           | يونيو 18, 2018  | 21              | بيتسبرغ، بنسلفانيا, الولايات المتحدة     | أطلق عليه الرصاص وقتل | [ 60 ] [ 61 ]        |
| Smoke Dawg           | يونيو 30, 2018  | 21              | تورنتو، أونتاريو, كندا                   | أطلق عليه الرصاص وقتل | [ 62 ]               |
| Young Greatness      | أكتوبر 29, 2018 | 34              | نيو اورليانز, لويزيانا, الولايات المتحدة | أطلق عليه الرصاص وقتل | [ 63 ]               |
| فيس إيكتوه           | يناير 1, 2019   | 32              | روتردام، جنوب هولندا, هولندا             | أطلق عليه الرصاص وقتل | [ 64 ]               |
| Kevin Fret           | يناير 10, 2019  | 24              | ريو بيدراس, سان خوان, بورتوريكو          | أطلق عليه الرصاص وقتل | [ 65 ]               |
| نيبسي هوسل           | مارس 31, 2019   | 33              | لوس أنجلوس، كاليفورنيا, الولايات المتحدة | أطلق عليه الرصاص وقتل | [ 66 ]               |
| بوب سموك             | فبراير 19, 2020 | 20              | لوس أنجلوس، كاليفورنيا, الولايات المتحدة | أطلق عليه الرصاص وقتل | [ 67 ]               |
| Houdini              | مايو 26, 2020   | 21              | تورنتو، أونتاريو, كندا                   | أطلق عليه الرصاص وقتل | [ 68 ]               |
| هيوي                 | يونيو 25, 2020  | 31              | كينلوش، ميزوري, الولايات المتحدة         | أطلق عليه الرصاص وقتل | [ 69 ]               |
| كينغ فون             | نوفمبر 6, 2020  | 26              | اتلانتا، جورجيا, الولايات المتحدة        | أطلق عليه الرصاص وقتل | [ 70 ]               |
| MO3                  | نوفمبر 11, 2020 | 28              | دالاس، تكساس, الولايات المتحدة.          | أطلق عليه الرصاص وقتل | [ 71 ] [ 72 ]        |